# Бериловци
Бериловци (на сръбски: Бериловац) е село в Сърбия, разположено в община Пирот. Населението му е 1819 жители според преброяването от 2011 г.
Бериловци се намира в югоизточната част на страната, на 250 км. югоизточно от Белград, столицата на страната. Бериловци се намира на 384 метра над морското равнище и има 1933 жители.
Земята около Бериловци е хълмиста. Най-високото място в района е Черни връх, 1150 метра над морското равнище, на 4,0 км. североизточно от Бериловци. Около Бериловци, който е доста гъсто населен, има около 104 души на квадратен километър. Най-близкият град е Пирот, на 2,5 км. западно от Бериловци.
Климатът е умерено континентален. Средната температура е 11 °C. Най-горещият месец е юли с температура 22 °C , а най-студеният месец е януари с температура от −3 °C. Средният валеж е 945 милиметра годишно. Най-влажният месец е май със 131 милиметра дъжд, а най-сухият е август с 32 милиметра.